# نوروز أباد (ميانة)
نوروز أباد هي قرية في مقاطعة ميانة، إيران. عدد سكان هذه القرية هو 114 في سنة 2006.